# Rosalinda Celentano
Rosalinda Celentano (ur. 15 lipca 1968 w Rzymie) – włoska aktorka.
Jest córką piosenkarza, kompozytora, aktora, scenarzysty i reżysera Adriano Celentano i aktorki Claudii Mori.
Zagrała Szatana w filmie Mela Gibsona Pasja.

## Filmografia
- 1975: Yuppi du
- 1987: Mak pigreco 100
- 1988: Treno di panna jako sekretarka Marshy
- 1993: Donne non vogliono più, Le
- 1995: Palermo - Mediolan: Bez powrotu jako Paola Terenzi
- 1999: A casa di Irma jako Zagor
- 1999: Dolce rumore della vita, Il jako Lolita (nagroda "David di Donatello" 2000 za żeńską rolę drugoplanową)
- 2001: Niedziela jako zakonnica
- 2001: Amore probabilmente, L jako Chiara (nagroda "David di Donatello" 2002 za żeńską rolę drugoplanową)
- 2002: Padri jako Manuela
- 2002: Paz! jako Gianna
- 2003: Poco più di un anno fa jako Luna
- 2003: Zjadacz grzechów jako Faraway Eyes Girl
- 2004: Pasja jako Szatan
- 2004: Wielkie pytanie jako ona sama